# Promozione Lombardia 1979-1980
Nella stagione 1979-1980 la Promozione era sesto livello del calcio italiano (il massimo livello regionale). Qui vi sono le statistiche relative al campionato in Lombardia.
Il campionato è strutturato in vari gironi all'italiana su base regionale, gestiti dai Comitati Regionali di competenza. Promozioni alla categoria superiore e retrocessioni in quella inferiore non erano sempre omogenee; erano quantificate all'inizio del campionato dal Comitato Regionale secondo le direttive stabilite dalla Lega Nazionale Dilettanti, ma flessibili, in relazione al numero delle società retrocesse dalla Serie D e perciò, a seconda delle varie situazioni regionali, la fine del campionato poteva avere degli spareggi sia di promozione che di retrocessione.

## Girone A

### Squadre partecipanti
| Club                 | Città                   |
| -------------------- | ----------------------- |
| A.C. Ardita Como     | Como (CO)               |
| A.C. Canzo           | Canzo (CO)              |
| U.S. Caronnese       | Caronno Pertusella (VA) |
| G.S. Concorezzese    | Concorezzo (MI)         |
| S.G. Gallaratese     | Gallarate (VA)          |
| U.S. Lonatese        | Lonate Pozzolo (VA)     |
| A.C. Meda Mobili     | Meda (MI)               |
| A.C. Muggiò          | Muggiò (MI)             |
| A.C. Paderno Dugnano | Paderno Dugnano (MI)    |
| A.C. Pro Sesto       | Sesto San Giovanni (MI) |
| U.S. Rescaldinese    | Rescaldina (MI)         |
| Sondrio Sportiva     | Sondrio (SO)            |
| A.C. Tradate         | Tradate (VA)            |
| F.C. Verbano Calcio  | Cocquio Trevisago (VA)  |
| A.S. Vergiatese      | Vergiate (VA)           |
| A.S. Viggiù          | Viggiù (VA)             |

### Classifica finale
|  | Pos. | Squadra          | Pt | G  | V  | N  | P  | GF | GS | DR  |
|  | ---- | ---------------- | -- | -- | -- | -- | -- | -- | -- | --- |
|  | 1.   | Vergiatese       | 41 | 30 | 15 | 11 | 4  | 37 | 17 | +20 |
|  | 2.   | Verbano          | 40 | 30 | 16 | 8  | 6  | 48 | 30 | +18 |
|  | 3.   | Sondrio Sportiva | 35 | 30 | 14 | 7  | 9  | 43 | 31 | +12 |
|  | 4.   | Paderno Dugnano  | 34 | 30 | 13 | 8  | 9  | 43 | 37 | +6  |
|  | 5.   | Gallaratese      | 33 | 30 | 12 | 9  | 9  | 34 | 28 | +6  |
|  | 6.   | Pro Sesto        | 32 | 30 | 10 | 12 | 8  | 38 | 33 | +5  |
|  | 7.   | Tradate          | 31 | 30 | 11 | 9  | 10 | 39 | 35 | +4  |
|  | 7.   | Concorezzese     | 31 | 30 | 9  | 13 | 8  | 30 | 31 | -1  |
|  | 9.   | Meda Mobili      | 30 | 30 | 9  | 12 | 9  | 32 | 29 | +3  |
|  | 9.   | Caronnese        | 30 | 30 | 8  | 14 | 8  | 24 | 23 | +1  |
|  | 9.   | Viggiù           | 30 | 30 | 9  | 12 | 9  | 32 | 34 | -2  |
|  | 12.  | Lonatese         | 28 | 30 | 10 | 8  | 12 | 37 | 39 | -2  |
|  | 13.  | Muggiò           | 27 | 30 | 8  | 11 | 11 | 32 | 33 | -1  |
|  | 13.  | Ardita Como      | 27 | 30 | 6  | 15 | 9  | 25 | 29 | -4  |
|  | 15.  | Rescaldinese     | 23 | 30 | 4  | 15 | 11 | 25 | 33 | -8  |
|  | 16.  | Canzo            | 8  | 30 | 1  | 6  | 23 | 15 | 72 | -57 |

Legenda:
      Ammesso agli spareggio promozione.
      Retrocesso in Seconda Categoria.
Regolamento:
Due punti a vittoria, uno a pareggio, zero a sconfitta.
Pari merito in caso di pari punti per le squadre non in zona promozione e retrocessione.
Differenza reti in caso di squadre a pari punti in zona retrocessione.

## Girone B

### Squadre partecipanti
| Club                     | Città                      |
| ------------------------ | -------------------------- |
| Pol. Albinese            | Albino (BG)                |
| Pol. Almè                | Almè (BG)                  |
| U.S. Brembillese         | Brembilla (BG)             |
| Calcistica Segratese     | Segrate (MI)               |
| A.C. Cernusco            | Cernusco sul Naviglio (MI) |
| U.S. Cisanese            | Cisano Bergamasco (BG)     |
| A.S. Cologno Monzese     | Cologno Monzese (MI)       |
| A.S.C. Leffe             | Leffe (BG)                 |
| U.S. Melzo               | Melzo (MI)                 |
| U.S. Ponte San Pietro    | Ponte San Pietro (BG)      |
| U.S. Stezzanese          | Stezzano (BG)              |
| U.S. Suisio              | Suisio (BG)                |
| C.S. Trevigliese         | Treviglio (BG)             |
| S.S. Tritium 1908        | Trezzo sull'Adda (MI)      |
| A.C. Verdello            | Verdello (BG)              |
| C.G. Virescit Boccaleone | Bergamo (BG)               |

### Classifica finale
|  | Pos. | Squadra              | Pt | G  | V  | N  | P  | GF | GS | DR  |
|  | ---- | -------------------- | -- | -- | -- | -- | -- | -- | -- | --- |
|  | 1.   | Virescit Boccaleone  | 49 | 30 | 21 | 7  | 2  | 55 | 17 | +38 |
|  | 2.   | Almè                 | 42 | 30 | 14 | 14 | 2  | 34 | 15 | +19 |
|  | 3.   | Leffe                | 36 | 30 | 13 | 10 | 7  | 35 | 22 | +13 |
|  | 4.   | Trevigliese          | 34 | 30 | 13 | 8  | 9  | 30 | 23 | +7  |
|  | 4.   | Ponte San Pietro     | 34 | 30 | 12 | 10 | 8  | 33 | 26 | +7  |
|  | 6.   | Tritium 1908         | 33 | 30 | 11 | 11 | 8  | 30 | 22 | +8  |
|  | 7.   | Stezzanese           | 32 | 30 | 12 | 8  | 10 | 25 | 23 | +2  |
|  | 8.   | Suisio               | 30 | 30 | 9  | 12 | 9  | 29 | 23 | +6  |
|  | 8.   | Verdello             | 30 | 30 | 11 | 8  | 11 | 31 | 35 | -4  |
|  | 10.  | Brembillese          | 28 | 30 | 9  | 10 | 11 | 29 | 27 | +2  |
|  | 11.  | Cologno Monzese      | 28 | 30 | 10 | 8  | 12 | 28 | 37 | -9  |
|  | 12.  | Albinese             | 25 | 30 | 8  | 9  | 13 | 24 | 29 | -5  |
|  | 13.  | Cisanese             | 24 | 30 | 8  | 8  | 14 | 29 | 42 | -13 |
|  | 14.  | Melzo                | 22 | 30 | 8  | 6  | 16 | 23 | 31 | -8  |
|  | 14.  | Cernusco             | 22 | 30 | 5  | 12 | 13 | 25 | 39 | -14 |
|  | 16.  | Calcistica Segratese | 11 | 30 | 2  | 7  | 21 | 15 | 64 | -49 |

Legenda:
      Ammesso agli spareggio promozione.
      Retrocesso in Seconda Categoria.
Regolamento:
Due punti a vittoria, uno a pareggio, zero a sconfitta.
Pari merito in caso di pari punti per le squadre non in zona promozione e retrocessione.
Differenza reti in caso di squadre a pari punti in zona retrocessione.

## Girone C

### Squadre partecipanti
| Club                    | Città                     |
| ----------------------- | ------------------------- |
| F.C. Aurora Travagliato | Travagliato (BS)          |
| U.S. Bedizzolese        | Bedizzole (BS)            |
| A.C. Castelleonese      | Castelleone (CR)          |
| A.C. Crema              | Crema (CR)                |
| G.S. Falck Vobarno      | Vobarno (BS)              |
| A.C. Feralpi Lonato     | Lonato (BS)               |
| G.S. Luisiana           | Pandino (CR)              |
| A.C. Lumezzane          | Lumezzane (BS)            |
| A.C. Montichiari        | Montichiari (BS)          |
| U.S. Offanenghese       | Offanengo (CR)            |
| A.S. Ospitaletto        | Ospitaletto (BS)          |
| A.C. Pro Palazzolo      | Palazzolo sull'Oglio (BS) |
| A.S. Rivoltana Calcio   | Rivolta d'Adda (CR)       |
| G.S. Rovato             | Rovato (BS)               |
| U.S. Soresinese S.p.a   | Soresina (CR)             |
| A.C. Valtrompia         | Gardone Val Trompia (BS)  |

### Classifica finale
|  | Pos. | Squadra            | Pt | G  | V  | N  | P  | GF | GS | DR  |
|  | ---- | ------------------ | -- | -- | -- | -- | -- | -- | -- | --- |
|  | 1.   | Feralpi Lonato     | 43 | 30 | 16 | 11 | 3  | 59 | 29 | +30 |
|  | 2.   | Offanenghese       | 41 | 30 | 17 | 7  | 6  | 43 | 24 | +19 |
|  | 3.   | Ospitaletto        | 39 | 30 | 14 | 11 | 5  | 37 | 25 | +12 |
|  | 4.   | Soresinese         | 37 | 30 | 13 | 11 | 6  | 36 | 18 | +18 |
|  | 5.   | Crema              | 34 | 30 | 12 | 10 | 8  | 35 | 30 | +5  |
|  | 6.   | Aurora Travagliato | 32 | 30 | 7  | 18 | 5  | 23 | 21 | +2  |
|  | 7.   | Lumezzane          | 31 | 30 | 12 | 7  | 11 | 35 | 34 | +1  |
|  | 8.   | Rovato             | 29 | 30 | 9  | 11 | 10 | 32 | 34 | -2  |
|  | 9.   | Bedizzolese        | 28 | 30 | 5  | 18 | 7  | 25 | 28 | -3  |
|  | 9.   | Castelleonese      | 28 | 30 | 8  | 12 | 10 | 39 | 46 | -7  |
|  | 11.  | Pro Palazzolo      | 27 | 30 | 7  | 13 | 10 | 22 | 28 | -6  |
|  | 12.  | Falck Vobarno      | 25 | 30 | 5  | 15 | 10 | 29 | 34 | -5  |
|  | 13.  | Valtrompia         | 24 | 30 | 9  | 6  | 15 | 32 | 47 | -15 |
|  | 14.  | Luisiana           | 22 | 30 | 6  | 10 | 14 | 26 | 38 | -12 |
|  | 15.  | Montichiari        | 20 | 30 | 6  | 8  | 16 | 21 | 36 | -15 |
|  | 15.  | Rivoltana          | 20 | 30 | 6  | 8  | 16 | 16 | 38 | -22 |

Legenda:
      Ammesso agli spareggio promozione.
      Retrocesso in Seconda Categoria.
Regolamento:
Due punti a vittoria, uno a pareggio, zero a sconfitta.
Pari merito in caso di pari punti per le squadre non in zona promozione e retrocessione.
Differenza reti in caso di squadre a pari punti in zona retrocessione.

## Girone D

### Squadre partecipanti
| Club                       | Città                   |
| -------------------------- | ----------------------- |
| F.C. Casteggio 1898        | Casteggio (PV)          |
| A.S. Cesano Maderno        | Cesano Maderno (MI)     |
| A.C. Codogno               | Codogno (MI)            |
| F.C. Corbetta              | Corbetta (MI)           |
| U.S. Corsico               | Corsico (MI)            |
| U.S. Fiorenzuola           | Fiorenzuola d'Arda (PC) |
| A.C. Magenta               | Magenta (MI)            |
| Pol. Medese                | Mede (PV)               |
| A.C. Mottese               | Motta Visconti (MI)     |
| U.S. Pontolliese           | Ponte dell'Olio (PC)    |
| U.S. Portalberese          | Portalbera (PV)         |
| A.C. Pro Piacenza 1919     | Piacenza (PC)           |
| A.S. Robbio                | Robbio (PV)             |
| S.S. Sedrianese            | Sedriano (MI)           |
| S.G. Stradellina Primavera | Stradella (PV)          |
| C.S. Vittuone              | Vittuone (MI)           |

### Classifica finale
|  | Pos. | Squadra               | Pt | G  | V  | N  | P  | GF | GS | DR  |
|  | ---- | --------------------- | -- | -- | -- | -- | -- | -- | -- | --- |
|  | 1.   | Codogno               | 47 | 30 | 20 | 7  | 3  | 62 | 15 | +47 |
|  | 2.   | Casteggio             | 43 | 30 | 18 | 7  | 5  | 49 | 25 | +24 |
|  | 3.   | Mottese               | 33 | 30 | 12 | 9  | 9  | 41 | 33 | +8  |
|  | 4.   | Fiorenzuola           | 31 | 30 | 12 | 7  | 11 | 36 | 28 | +8  |
|  | 4.   | Magenta               | 31 | 30 | 11 | 9  | 10 | 34 | 32 | +2  |
|  | 6.   | Portalberese          | 30 | 30 | 10 | 10 | 10 | 32 | 29 | +3  |
|  | 6.   | Medese                | 30 | 30 | 12 | 6  | 12 | 39 | 44 | -5  |
|  | 8.   | Robbio                | 29 | 30 | 10 | 9  | 11 | 32 | 33 | -1  |
|  | 8.   | Pontolliese           | 29 | 30 | 8  | 13 | 9  | 31 | 36 | -5  |
|  | 8.   | Stradellina Primavera | 29 | 30 | 11 | 7  | 12 | 33 | 40 | -7  |
|  | 11.  | Corbetta              | 28 | 30 | 10 | 8  | 12 | 32 | 28 | +4  |
|  | 12.  | Pro Piacenza          | 28 | 30 | 10 | 8  | 12 | 33 | 36 | -3  |
|  | 13.  | Vittuone              | 28 | 30 | 9  | 10 | 11 | 34 | 39 | -5  |
|  | 14.  | Corsico               | 26 | 30 | 6  | 14 | 10 | 26 | 36 | -10 |
|  | 14.  | Cesano Maderno        | 26 | 30 | 7  | 12 | 11 | 27 | 34 | -7  |
|  | 16.  | Sedrianese            | 12 | 30 | 3  | 6  | 21 | 25 | 78 | -53 |

Legenda:
      Ammesso agli spareggio promozione.
      Retrocesso in Seconda Categoria.
Regolamento:
Due punti a vittoria, uno a pareggio, zero a sconfitta.
Pari merito in caso di pari punti per le squadre non in zona promozione e retrocessione.
Differenza reti in caso di squadre a pari punti in zona retrocessione.

## Spareggi promozione
|                     | Risultato |                     | Luogo e data                         |  |
| ------------------- | --------- | ------------------- | ------------------------------------ |  |
| Vergiatese          | 0-0       | Feralpi Lonato      | Trezzo sull'Adda, 18 maggio 1980     |  |
| Virescit Boccaleone | 1-1       | Codogno             | Sesto San Giovanni, 18 maggio 1980   |  |
|                     |           |                     |                                      |  |
| Feralpi Lonato      | 0-0       | Virescit Boccaleone | Pandino, 25 maggio 1980              |  |
| Codogno             | 1-1       | Vergiatese          | Ponte San Pietro, 25 maggio 1980     |  |
|                     |           |                     |                                      |  |
| Codogno             | 2-4       | Feralpi Lonato      | Palazzolo sull'Oglio, 1º giugno 1980 |  |
| Virescit Boccaleone | 2-0       | Vergiatese          | Ponte San Pietro, 1º giugno 1980     |  |
|                     |           |                     |                                      |  |

### Classifica finale
|  | Pos. | Squadra             | Pt | G | V | N | P | GF | GS | DR |
|  | ---- | ------------------- | -- | - | - | - | - | -- | -- | -- |
|  | 1.   | Feralpi Lonato      | 4  | 3 | 1 | 2 | 0 | 4  | 2  | +2 |
|  | 1.   | Virescit Boccaleone | 4  | 3 | 1 | 2 | 0 | 3  | 1  | +2 |
|  | 3.   | Vergiatese          | 2  | 3 | 0 | 2 | 1 | 1  | 3  | -2 |
|  | 3.   | Codogno             | 2  | 3 | 0 | 2 | 1 | 4  | 6  | -2 |

Legenda:
      Promosso in Serie D.
Regolamento:
Due punti a vittoria, uno a pareggio, zero a sconfitta.